# Michael Hardie Boys
Pour les articles homonymes, voir Hardie.
Michael Hardie Boys, né le 6 octobre 1931 à Wellington et mort le 29 décembre 2023 à Waikanae,, est un juge et homme d'État néo-zélandais. Il est le 17e gouverneur général de Nouvelle-Zélande, en fonction du 21 mars 1996 au 21 mars 2001.

## Biographie
Diplômé de l'université Victoria de Wellington, Michael Hardie Boys est avocat de formation. Il devient juge à la Haute Cour de Nouvelle-Zélande en 1980, puis est élevé neuf ans plus tard à la Cour d'appel de Nouvelle-Zélande. Fait chevalier grand-croix de l'ordre de Saint-Michel et Saint-Georges et chevalier grand compagnon de l'ordre du Mérite de Nouvelle-Zélande en 1996, il succède à Dame Catherine Tizard comme gouverneur général de Nouvelle-Zélande pour un mandat de cinq ans. En 2001, Dame Silvia Cartwright lui succède.
Il meurt le 29 décembre 2023, à l’âge de 92 ans. Dame Cindy Kiro, qui lui a succédé en 2021, déclare alors :  

« Sir Michael a exercé ses fonctions de vice-roi avec le plus grand soin et la plus grande passion, et était particulièrement fier d'encourager et de soutenir les aspirations des jeunes. »